# Oskar Freysinger

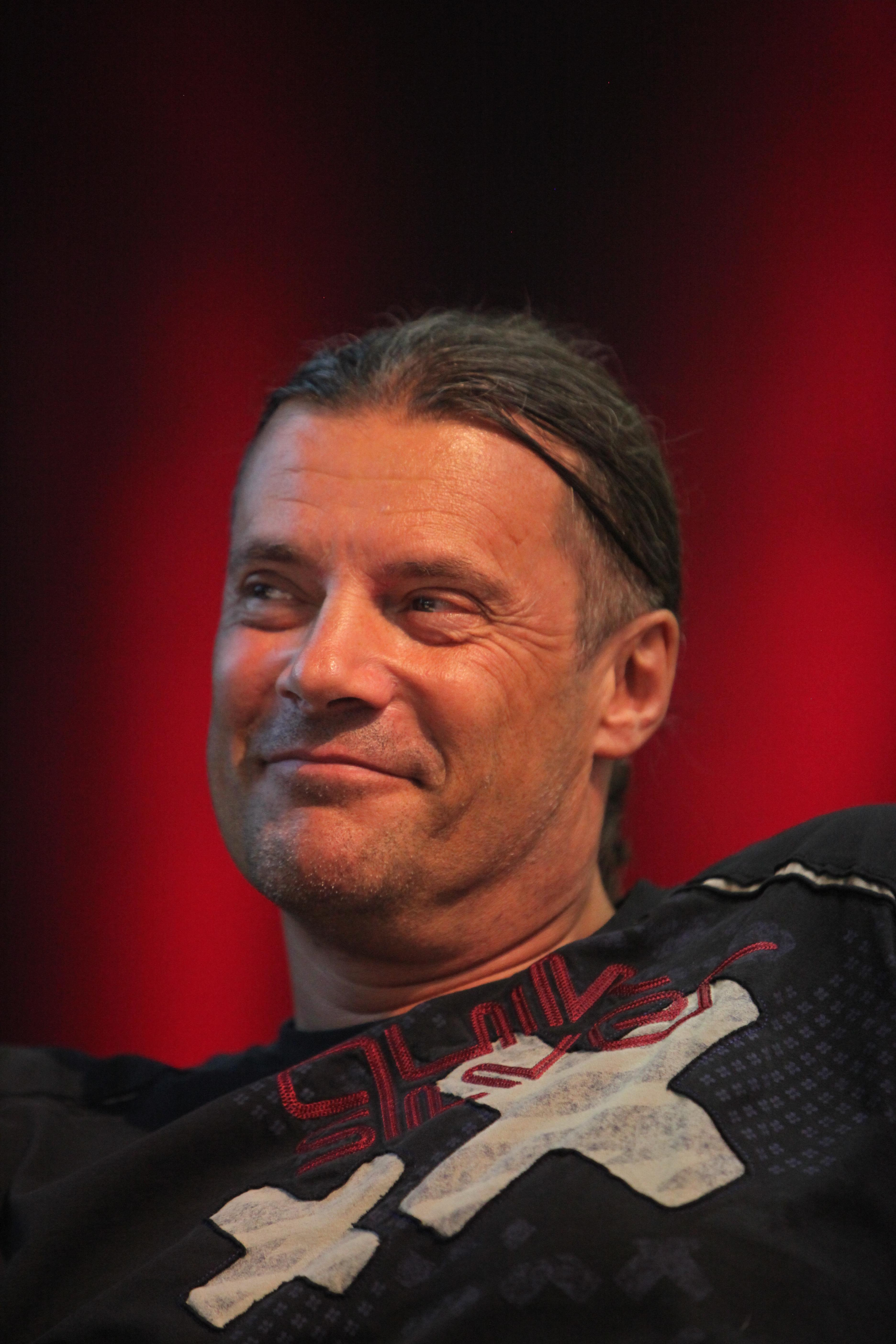
Oskar Freysinger

Oskar Freysinger, född den 12 juni 1960 i Sierre, Valais, Schweiz, är en schweizisk politiker som företräder Schweiziska folkpartiet. Han är sedan 2003 ledamot av Nationalrådet.
Freysinger är abortmotståndare och kallar abort för ett "osynligt folkmord". Han motsätter sig islams utbredning och menar att minareten är en symbol för politisk och aggressiv islam.